# Love Is a Stranger
"Love Is a Stranger" is een nummer van het Britse duo Eurythmics. Het nummer werd uitgebracht op hun album Sweet Dreams (Are Made of This) uit 1983. Op 8 november 1982 werd het nummer oorspronkelijk uitgebracht als de derde single van het album. In mei 1983 werd de plaat heruitgebracht op single.

## Achtergrond
"Love Is a Stranger" is geschreven door groepsleden Annie Lennox en David A. Stewart en geproduceerd door Stewart en Adam Williams. Het werd oorspronkelijk in november 1982 als single uitgebracht. Het werd toen geen groot succes, met enkel een 54e plaats in de UK Singles Chart als hitnotering. Na het succes van de volgende single "Sweet Dreams (Are Made of This)" werd "Love Is a Stranger" in mei 1983 opnieuw als single uitgebracht. Ditmaal behaalde de plaat in thuisland het Verenigd Koninkrijk de 6e positie in de UK Singles Chart en kwam in de Verenigde Staten tot de 23e positie in de Billboard Hot 100. 
In Nederland werd de plaat door dj Frits Spits veel gedraaid in zijn NOS radioprogramma De Avondspits op Hilversum 3 en werd een hit in de destijds drie hitlijsten op de nationale publieke popzender. De plaat piekte op de 10e positie in de TROS Top 50. In de Nederlandse Top 40 werd de 13e positie bereikt en de 12e positie in de Nationale Hitparade. In de Europese hitlijst op Hilversum 3, de TROS Europarade, werd de 25e positie bereikt. 
In België bereikte de plaat de 6e positie in zowel de voorloper van de Vlaamse Ultratop 50 als de Vlaamse Radio 2 Top 30.
In 1991 werd het nummer opnieuw uitgebracht als single ter promotie van het verzamelalbum Greatest Hits.

## Videoclip
In de videoclip van "Love Is a Stranger", geregisseerd door Mike Brady, speelt Stewart de chauffeur van Lennox, die de rol van een eersteklas prostitué speelt. In de clip haalt Lennox een blonde pruik van haar hoofd, waardoor haar korte rode haar zichtbaar wordt. Hierdoor werd de clip enigszins controversieel bevonden in de Verenigde Staten, aangezien sommige mensen dachten dat Lennox een mannelijke travestiet was.
In Nederland werd de videoclip destijds op televisie uitgezonden door de popprogramma's AVRO's Toppop, Countdown van Veronica en Popformule van de TROS.

## Hitnoteringen

### Nederlandse Top 40
| Hitnotering: 04-06-1983 t/m 16-07-1983 | Hitnotering: 04-06-1983 t/m 16-07-1983 | Hitnotering: 04-06-1983 t/m 16-07-1983 | Hitnotering: 04-06-1983 t/m 16-07-1983 | Hitnotering: 04-06-1983 t/m 16-07-1983 | Hitnotering: 04-06-1983 t/m 16-07-1983 | Hitnotering: 04-06-1983 t/m 16-07-1983 | Hitnotering: 04-06-1983 t/m 16-07-1983 | Hitnotering: 04-06-1983 t/m 16-07-1983 |
| Week                                   | 1                                      | 2                                      | 3                                      | 4                                      | 5                                      | 6                                      | 7                                      |                                        |
| -------------------------------------- | -------------------------------------- | -------------------------------------- | -------------------------------------- | -------------------------------------- | -------------------------------------- | -------------------------------------- | -------------------------------------- | -------------------------------------- |
| Positie                                | 30                                     | 19                                     | 14                                     | 13                                     | 18                                     | 22                                     | 37                                     | uit                                    |

### Nationale Hitparade
| Hitnotering: 04-06-1983 t/m 23-07-1983 | Hitnotering: 04-06-1983 t/m 23-07-1983 | Hitnotering: 04-06-1983 t/m 23-07-1983 | Hitnotering: 04-06-1983 t/m 23-07-1983 | Hitnotering: 04-06-1983 t/m 23-07-1983 | Hitnotering: 04-06-1983 t/m 23-07-1983 | Hitnotering: 04-06-1983 t/m 23-07-1983 | Hitnotering: 04-06-1983 t/m 23-07-1983 | Hitnotering: 04-06-1983 t/m 23-07-1983 | Hitnotering: 04-06-1983 t/m 23-07-1983 |
| Week                                   | 1                                      | 2                                      | 3                                      | 4                                      | 5                                      | 6                                      | 7                                      | 8                                      |                                        |
| -------------------------------------- | -------------------------------------- | -------------------------------------- | -------------------------------------- | -------------------------------------- | -------------------------------------- | -------------------------------------- | -------------------------------------- | -------------------------------------- | -------------------------------------- |
| Positie                                | 35                                     | 17                                     | 13                                     | 12                                     | 13                                     | 14                                     | 21                                     | 30                                     | uit                                    |

### TROS Top 50
Hitnotering: 26-05-1983 t/m 31-07-1983. Hoogste notering: #10 (1 week).

### TROS Europarade
Hitnotering: 19-06-1983. Hoogste notering: #25 (1 week).

### NPO Radio 2 Top 2000
| Nummer met noteringen in de NPO Radio 2 Top 2000 | '00  | '01  | '02  | '03  | '04  | '05  | '06  | '07  | '08  | '09  | '10  | '11  | '12  | '13  |
| ------------------------------------------------ | ---- | ---- | ---- | ---- | ---- | ---- | ---- | ---- | ---- | ---- | ---- | ---- | ---- | ---- |
| Love Is a Stranger                               | 1142 | 1420 | 1307 | 1338 | 1283 | 1499 | 1810 | 1900 | 1600 | 1799 | 1747 | 1868 | 1980 | 1883 |

1. ↑  Een vetgedrukt getal geeft de hoogste notering aan.
2. ↑  2000 was het eerste jaar met een notering voor dit nummer.
3. ↑  Deze tabel is bijgewerkt tot en met de laatste editie (2024).